# West Side Story (film)
|  | Dette opslag omhandler filmen West Side Story fra 1961. For musicalen af samme navn, se West Side Story |
West Side Story er en Oscar-belønnet amerikansk filmmusical fra 1961 instrueret af Robert Wise og Jerome Robbins. Hovedrollerne spilles af Natalie Wood, Richard Beymer, Russ Tamblyn, Rita Moreno og George Chakiris. Den er baseret på musicalen af samme navn fra 1958 og handler om en ung mand og en ung kvinde som forelsker sig. Problemet er blot, at de tilhører rivaliserende bander i New York. Filmen blev nomineret til 11 Oscars, og vandt 10 i alt, herunder Bedste film, samt tre Golden Globes.
Både musikalen og filmen er inspireret af William Shakespeares klassiske stykke Romeo og Julie. Filmen blev en kæmpesucces, kun overgået af Disneys 101 dalmatinere i 1961, og anses stadig at være en af filmhistoriens bedste musicals. I 1997 blev filmen fundet "kulturelt, historisk og æstetisk signifikant" af USA's Library of Congress og blev som følge heraf inkluderet i National Film Registry.
Filmen indspillede alene i USA i 1961 43 millioner dollars og blev således en af de kommercielt mest succesfulde film i 1961.

## Handling
Tony har egentlig trukket sig ud af banden "The Jets", men han trækkes ind igen af kammeraten, Riff. Han møder Maria, som er søster til Sharks-lederen Bernardo. Tony og Maria forelsker sig straks, men havner midt i konflikten mellem "Jets" og "Sharks". Mens de to fortsætter det hemmelige forhold, forbereder de to bander det endelige opgør.

## Skuespillere
- Natalie Wood – Maria, Bernardos yngre søster, Chinos forlovede (sangstemme sunget pseudonymt af Marni Nixon),
- Richard Beymer – Tony, grundlægger af the jets
- Russ Tamblyn – Riff, leder af the Jets
- Rita Moreno – Anita, Bernardos pige
- George Chakiris – Bernardo, leder af the Sharks
- Simon Oakland – Lieutenant Schrank
- Ned Glass – Doc, apoteksejer
- William Bramley – Officer Krupke
- John Astin – Glad Hand, socialarbejder

## Priser
Filmen modtog hele 10 Oscars (blandt andet for bedste film, bedste instruktør og bedste musik), tre Golden Globes (blandt andet bedste filmmusical), og en Grammy. Rita Moreno modtog en Oscar for bedste kvindelige birolle for sin rolle i filmen.